# Unione Sportiva Catanzaro 1949-1950
Questa voce raccoglie le informazioni riguardanti l'Unione Sportiva Catanzaro nelle competizioni ufficiali della stagione 1949-1950.

## Rosa
| N. |                   | Ruolo | Calciatore           |
| -- | ----------------- | ----- | -------------------- |
|    | Italia (bandiera) | A     | Oreste Alò           |
|    | Italia (bandiera) | A     | Ermenegildo Andrian  |
|    | Italia (bandiera) | A     | S. Caltagirone       |
|    | Italia (bandiera) | C     | Sergio Campodonico   |
|    | Italia (bandiera) | C     | Alessandro Codeluppi |
|    | Italia (bandiera) | C     | Gregorio Greco       |
|    | Italia (bandiera) | P     | Antonio Macrì        |
|    | Italia (bandiera) | C     | I. Paci              |

| N. |                   | Ruolo | Calciatore        |
| -- | ----------------- | ----- | ----------------- |
|    | Italia (bandiera) | A     | M. Pallaoro       |
|    | Italia (bandiera) | A     | Ermanno Palmieri  |
|    | Italia (bandiera) | D     | Adelmo Santi      |
|    | Italia (bandiera) | P     | Guerino Siligardi |
|    | Italia (bandiera) | A     | R. Traversa       |
|    | Italia (bandiera) | C     | A. Visentin       |
|    | Italia (bandiera) | A     | R. Zacchi         |
|    | Italia (bandiera) | A     | Duilio Zilli      |